# Hervé Poher
Pour les articles homonymes, voir Poher (homonymie).
Hervé Poher, né le 19 mai 1952, est un homme politique français.

## Jeunesse et formation
Hervé Poher, né le 19 mai 1952 à Calais, passe une partie de sa jeunesse dans les quartiers Nord de cette ville. Il poursuit sa scolarité à l'école de l’Esplanade, puis au collège Jean Jaurès, et au lycée de la République. Il obtient le baccalauréat scientifique (série C) en 1971 au lycée Pierre de Coubertin.
Il intègre la Faculté de médecine de Lille, et obtient le titre de docteur en médecine. En 1981, il s'établit à Guînes, où il exerce en association avec le docteur Fauquenois. Il poursuit sa carrière médicale jusqu'au 1er mai 1997, où il décide de se consacrer à sa carrière politique.

## Vie politique
En 1989, le Parti socialiste (section de Guînes) lui demande de conduire la liste d’opposition aux municipales. La liste du maire sortant, Paul Warnault, gagne (moins de 51 %). Hervé Poher sera leader de l’opposition durant 6 ans.
En 1994, il se présente aux élections cantonales du canton de Guînes, est élu au second tour, et succède à Henri Collette, Sénateur RPR, maire de Licques. Il sera réélu conseiller général au premier tour en 2001 et en 2008.

### La mairie et la communauté de communes
Il est élu maire de Guînes en 1995, réélu au premier tour en 2001. Il démissionne en 2007 pour laisser la place à Marc Médine. Réélu en 2008 sur la liste de Marc Médine, il reste adjoint au maire de la commune jusqu’en 2013.
En 1997, il crée la Communauté de Communes des Trois-Pays, intercommunalité de 15 communes. Il en sera le président jusqu'en 2013. Elu sénateur, il doit démissionner pour cause du cumul de mandats. Toujours en 1997, il est le suppléant du député Dominique Dupilet.

### Au Conseil Général
En 1998, il est élu vice-président du Conseil Général, chargé de la santé, de l’environnement et des transports. Responsable de la santé, il sera à l’initiative de la création des PRS (Programme Régionaux de Santé). Ce sont des programmes axés sur la lutte contre le cancer et les problèmes sanitaires du département (création d'Opaline 62 pour le dépistage du cancer du sein). Il devient président d’« Eden 62 », syndicat mixte chargé de gérer les espaces naturels sensibles du département, ainsi que les réserves nationales.
Il n'est plus candidat aux élections départementales de 2015, arrête son activité de conseiller général, de président d'Eden 62 et de président du Parc Naturel.

### Le grand site et le parc naturel
En 1999, il est nommé responsable de l’Opération Grand Site des Caps par le bureau du Parc Naturel. Il est reconduit à ce poste, en 2004, quand le Conseil Général du Pas-de-Calais prend la maîtrise d’ouvrage de l’opération. Début 2011, le site des Caps obtient le label Grand Site de France. En 2012, après la démission de Daniel Percheron, Hervé Poher devient président du Parc Naturel des Caps et Marais d'Opale, avec pour mission la validation d’une nouvelle charte et le maintien du label.
En 2002, le député Dominique Dupilet décide d'arrêter son mandat. Le parti socialiste demande à Hervé Poher de laisser l’investiture à Jack Lang. Hervé Poher accepte et sera suppléant de Jack Lang en 2002 puis en 2007.
En 2004, il est élu président du Comité de Bassin de l’Agence de l’eau Artois-Picardie. Pour la première fois depuis 1964, un élu de gauche préside un des comités de bassins. Il est réélu à ce poste en 2006, 2008 et 2011.
En 2004, il est élu aussi président du SYMPAC, nouvelle structure qui porte le dossier du Pays du Calaisis.

### Sénat
En septembre 2011, il est cinquième sur la liste sénatoriale PS du Pas-de-Calais. Le PS gagne 4 postes, l’UMP 2 postes et le PC 1 poste.
Fin 2011, il décide, malgré la présence de Jack Lang, de se présenter à l’investiture du Parti socialiste pour les législatives de 2012. Jack Lang retire sa candidature. Hervé Poher obtient 337 voix ; Brigitte Bourguignon : 193 voix ; Dominique Rembotte : 153 voix. Contre ce vote des militants, le Parti socialiste donne l’investiture à Brigitte Bourguignon. Hervé Poher maintient sa candidature. Il est exclu du Parti socialiste en avril 2012.
Le 17 juin 2012, il arrive 3e du premier tour, et se retire.
En mars 2013, la sénatrice du Pas-de-Calais, Odette Duriez, décide de démissionner de son mandat au Palais du Luxembourg. Hervé Poher devient sénateur. À cause du cumul des mandats, il démissionne de son poste d’adjoint municipal et de président de la Communauté de Communes des Trois-Pays.
En mars 2016, à quelques jours de la date limite, il annonce son rattachement au groupe écologiste du Sénat, ce qui permet à ce groupe d'exister. Il retourne siéger au sein du groupe SOCR à la suite de la disparition du groupe qui passe à neuf élus, causée par André Gattolin qui a rejoint le groupe La République en marche.

## Sa carrière pour la ville de Guînes
En janvier 1989, des membres du Parti Socialiste de Guînes demandent à Hervé Poher de conduire la liste PS aux municipales de mars. Cette demande est confirmée par le député en place, Dominique Dupilet. Bien que n’étant pas inscrit au parti, Hervé Poher accepte, à une condition : pouvoir faire une liste d’ouverture.
Aux élections de mars 1989, trois listes sont concurrentes : celle de Paul Warnault, maire sortant ; celle de Hervé Poher, moitié socialistes, moitié indépendants ; et celle d’Hubert Ledoux pour le Parti Communiste.
La liste de Paul Warnault gagne, dès le premier tour, avec 50,93 % (Hervé Poher 39 % ; Hubert Ledoux 10,10 %). Hervé Poher sera, de mars 1989 à juin 1995, leader de l’opposition municipale. Durant ces années, il s'initiera au fonctionnement administratif, financier et politique de la commune.
En 1990, il adhère au Parti Socialiste et devient secrétaire de la section locale.
En juin 1995, il se présente aux municipales de Guînes contre la liste de Mademoiselle Coffre, Paul Warnault ne se représentant plus. Il fait une liste d’ouverture, et gagne avec 56,13 %. Il affirme ne pas vouloir faire plus de 2 mandats en tant que maire. 
En mars 2001, il gagne au premier tour avec 52 % des voix.
Il démissionne en septembre 2007, en faveur de son premier adjoint, Marc Médine. Les élections municipales ayant été reculées d’un an (2008 au lieu de 2007), sa démission survient 8 mois avant le terme légal. Il aura respecté son engagement : deux fois 6 ans.
Aux élections de 2008, Hervé Poher devient adjoint à l’environnement aux côtés de Marc Médine.
Il démissionne en mars 2013, touché par le cumul des mandats. Il reste Conseiller Général et Sénateur.
En juin 2010, il est fait maire honoraire.

## Intercommunalité
Dès son élection à la mairie de Guînes, Hervé Poher aborde le dossier de l’intercommunalité. En 1995, il n’y avait, dans le calaisis, aucun établissement public de coopération intercommunale (EPCI) à fiscalité propre.
Il imagine une réunion de communes rurales comprenant tout le canton de Guînes et une dizaine de communes dans la zone sud-ouest du calaisis. Il veut créer un bloc rural important face à une puissante agglomération calaisienne, sur le point de se mettre en place.
Le dossier est soumis à  la commission départementale de coopération intercommunale (CDCI) en mai 1996. Il reçoit un avis négatif : les communes extérieures au canton, et même deux communes en bordure du canton, refusent la création de cet EPCI. L’argument de la CDCI est « qu’on ne pouvait pas obliger une commune à adhérer contre son gré. » 
Le dossier est revu et le 1er janvier 1997. Le préfet autorise la création de deux structures intercommunales au lieu d’une : la communauté de communes du sud-ouest du Calaisis d’un côté, et la communauté de communes des trois pays (CCTP) de l’autre. Hervé Poher est élu président en 1997, puis en 2001 et en 2008. Il part en 2013 : démissionnaire de la mairie de Guînes (cumul des mandats), il ne peut plus siéger à l’intercommunalité. Marc Médine lui succéde.

## Le Conseil Général
Hervé Poher est élu au Conseil Général du Pas-de-Calais en mars 1994 dans le canton de Guînes et succède au sénateur-maire Henri Collette. En 1998, il devient vice-président chargé de la santé, de l’environnement et des transports. Il est réélu en 2001, 2008 et 2011.

### La santé
Le champ sanitaire, en dehors de la Prévention Maternelle et Infantile (PMI) et des vaccinations, ne fait pas partie des compétences obligatoires des conseils généraux, mais nombre de départements s’y impliquent. Le Pas-de-Calais va lancer, en quelques années plusieurs initiatives.
En 1998, il interpelle les services de l’État sur l’état sanitaire de la région et demande d’une péréquation sanitaire : avoir plus de moyens pour rattraper le retard en équipements et en médecins.
En 1999, en association avec la Région Nord-Pas-de-Calais, avec le Département du Nord et avec l’URCAM (Union Régionale des Caisses d’Assurance Maladie), le département du Pas-de-Calais aide à la mise en place des Programmes Régionaux de Santé (PRS) et des Programmes Territoriaux de Santé (PTS). Ces programmes ont pour but d’aider tous les acteurs sanitaires du territoire (Associations, collectivités, hôpitaux, professionnels), avec un objectif : la prévention. Ces actions seront maintenues jusque 2006-2007, date à laquelle l’État reprendra totalement la compétence et la confiera aux ARS (Agence Régionale de Santé). Depuis, le département maintient ses programmes d’aide aux initiatives.
En 2002, le département met en place, en partenariat avec l’URCAM, une association dénommée OPALINE 62. Elle est, dans un premier temps, chargée d’organiser le dépistage du cancer du sein sur tout le territoire départemental. Ensuite, viendra le dépistage du cancer colorectal. Cette structure sera reprise par l’État quand le Président Jacques Chirac décrétera « Le cancer, grande cause nationale ».

### L’environnement
Vice-président chargé de l’environnement, Hervé Poher est élu président d’Eden 62, syndicat qui gère les Espaces Naturels Sensibles (cf au chapitre), nommé référent pour la conduite de l’Opération Grand Site des Caps (cf chapitre), vice-président de l’Institution Interdépartementale des Wateringues (IIW), structure qui gère les pompes afin de maintenir la zone des polders hors-d’eau.
Il conduit l’élaboration et la mise en place de l’« Agenda 21 » départemental (acte 1 en juin 2008, acte 2 en décembre 2013).

### Les transports
Hervé Poher est responsable du nouveau schéma de la mobilité, qui est validé en février 2012.

## Autres fonctions
En 2004, il est élu président du Pays de Calais jusqu'en 2006. En 2005, il est élu président de la conférence sanitaire du littoral et le restera jusqu'en 2008.

## Le grand site des Caps
Fin 1999, un rapport sur l'impact du tourisme est négatif. Le Comité syndical du Parc des Caps et Marais d’Opale demande à Hervé Poher de mener une réflexion sur l’opportunité d’une Opération Grand Site (OGS) concernant le Site des Deux-Caps. Une première équipe est formée avec un technicien d’Eden 62 et un technicien du Parc.
En 2000, une délégation d’élus et de techniciens (Parc, État, Conseil  Général et Régional) se rend en Bretagne (Cap Fréhel, Cap d’Erquy, Pointe du Raz) pour évaluer les problématiques touristiques locales.
Fin 2001, Hervé Poher présente le dossier au congrès du Réseau des Grands Sites de France à Carcassonne.
Entre 2001 et 2004, l’équipe rencontre tous les acteurs de terrain (conseils municipaux, agriculteurs, usagers…). Le projet est affiné.
En Juillet 2004, le Conseil Général du Pas-de-Calais décide de prendre la maîtrise d’ouvrage des futurs travaux.
Fin 2004, le projet passe devant la Commission Supérieure des Sites, perspectives et paysages. Il reçoit un avis positif pour une Opération Grand Site.
En Avril 2005, afin d’officialiser les partenariats, la commune d’Escales organise la signature d’une convention entre tous les acteurs et toutes les collectivités.
En 2007, les grands travaux sont lancés.
En Octobre 2009, le Congrès du Réseau des Grands Sites de France et d’ICOMOS, à Wimereux, après 3 jours sur place, encourage à demander le label.
En 2010, la phase II des travaux est lancée.
En Novembre 2010, le Conseil Général valide la demande de labellisation du Grand Site.
En Janvier 2011, passage devant la Commission Supérieure des Sites, en présence de l’État, de la Région, du Département et des collectivités locales. Le Site des Deux-Cap devient le neuvième Grand Site de France.

## «Eden 62»
En 1998, Hervé Poher devient président d’« Eden 62 ».
« Eden 62 » (Espaces DEpartementaux Naturels) est créé en 1993. D’abord association, puis syndicat mixte, c’est l'outil du département qui gère les ENS (espaces naturels sensibles). Il associe dans son comité syndical le département et les communes qui abritent un espace naturel remarquable.
En 2013, ce syndicat représentait 130 employés (Administratifs, responsables de territoire, gardes, scientifiques), 5 500 hectares gérés sur tout le département, propriétés du département, du Conservatoire du Littoral ou de communes. 
Il assurait la gestion de 3 réserves nationales (Oye-Plage, baie de Canche et Marais Audomarois) et celle de 2 sites remarquables : Le Grand Site des Caps (Grand Site de France depuis 2011), dans sa totalité et le marais audomarois, en partie (Site RAMSAR reconnu Men and Biosphère par l’UNESCO depuis 2013)
La structure a été certifiée EMAS (Eco Management and Audit Scheme) pour sa gestion éco-responsable de la structure. Le siège est à Desvres.
Hervé Poher est réélu à tous les renouvellements depuis 1998. Ce poste est, de tradition, occupé par le vice-président au Conseil Général chargé de l’environnement.

## Le Parc Naturel Régional des Caps et Marais d'Opale
En janvier 2012, Daniel Percheron, président depuis 2004 du Parc Naturel Régional des Caps et Marais d’Opale, annonce sa démission et souhaite confier la barre à un conseiller général.
Hervé Poher est élu président du parc le 6 avril 2012. Il a pour seul programme, seul objectif, et seul but : le renouvellement de la Charte et du label. Ce travail, entamé depuis plusieurs années, arrive en phase finale.
L’enquête publique a lieu en mai 2012. Le vote des collectivités doit survenir en fin d’année ; une démarche d’explication, de sensibilisation et de promotion est mise en route, à partir de juillet 2012. Elle implique la rencontre de tous les acteurs du territoire.
La Charte est approuvée par 154 communes sur 156, 13 Établissements Publics de Coopération Intercommunale sur 13, les 2 départements (Nord et Pas-de-Calais) et la Région. De plus, les 4 chambres consulaires (2 de commerce, artisanat et agriculture) acceptent d'y siéger.
Les représentants du Parc passent devant le CNPN (Conseil National de Protection de la Nature) le 12 juin 2013. Le CNPN donne un avis positif au renouvellement de la charte et au label.
Le 14 décembre 2013, après signature du Premier Ministre, la parution au journal officiel valide le nouveau Parc Naturel et cela pour une durée de 12 ans.
Le 12 juin 2015, Hervé Poher, n'étant plus élu à l'échelon départemental, doit laisser son mandat. Il est remplacé par Dominique Rembotte.